# زياد بن خراش العجلي
زياد بن خٍراش العجلي. ثائر من الحرورية (من الخوارج). خرج على معاوية بن أبي سفيان، سنة 52 هـ في منطقة الأخيونية من أرض مسكن بالسواد، فسير إليه جيشاً بقيادة زياد بن أبيه، وقيل أن زيداً سير جيشاً بقيادة سعد بن حذيفة أو غيره، ونشبت معارك انتهت بقتل زياد العجلي.